# Helge von Koch
Helge von Koch (Stoccolma, 25 gennaio 1870 – Danderyd, 11 marzo 1924) è stato un matematico svedese, che ha dato il nome al famoso frattale noto come curva di Koch.
Figlio di Richert Vogt von Koch, militare di carriera, e Agathe Henriette Wrede, frequenta una buona scuola superiore e finisce i suoi studi nel 1887, quindi si iscrive all'Università di Stoccolma.
È autore di numerosi lavori sulla teoria dei numeri.